# Wappen des Bezirks Tempelhof-Schöneberg
Das Wappen des Bezirks Tempelhof-Schöneberg wurde nach der Berliner Bezirksreform aus den Wappen der zuvor bestehenden Bezirke Tempelhof und Schöneberg erstellt.
Das Wappen wurde dem Bezirk Tempelhof-Schöneberg am 25. März 2003 vom Senat des Landes Berlin verliehen.

## Blasonierung
„In dem durch einen grünen Stab silbern-golden gespaltenen Schild über einem grünen Bogenschildfuß mit Mittelkuppe vorn ein schwebendes rotes Kreuz mit verbreiterten Enden, hinten ein schreitender roter Hirsch. Auf dem Schild ruht eine rote dreitürmige Mauerkrone, deren mittlerer Turm mit dem Berliner Wappenschild belegt ist.“

## Geschichte und Bedeutung

### Schöneberg
Am 1. April 1898 wurde der 1264 erstmals urkundlich erwähnten Gemeinde Schöneberg durch Allerhöchsten Erlass gestattet, die Städteordnung anzunehmen. Aber erst ein Jahr später vollzog der Minister des Innern den Erlass. Bereits 1890 bemühte sich der Gemeinderat von Schöneberg vergeblich um die Genehmigung eines Gemeindewappens. Nach der Erlangung des Stadtrechts nahm der Schöneberger Magistrat die Wappenfrage wieder auf. Der Entwurf des Schöneberger Stadtbaurats Paul Egeling wurde vom königlichen Heroldsamt nach heraldischen Gesichtspunkten überarbeitet und ist bis heute nahezu unverändert geblieben. Am 7. August 1899 gewährte ein weiterer Allerhöchster Erlass der Stadtgemeinde das Recht zur Führung eines Wappens, und durch Kabinettsorder wurde das entworfene Wappen genehmigt.
Das Wappen Schönebergs zeigt in goldenem Schild auf grünem Dreiberg, im Schildfuß, eine naturfarbene Kiefer, grüne Nadeln, einen braunen Stamm und Äste. Begleitet wird die Kiefer beiderseits von je einem zum Baum gewendet schreitenden roten Hirsch. Mit dem „schönen Berg“ im Schildfuß gilt dieses Wappen als redend. Nach der Beschreibung des Heraldikers Otto Hupp befand sich auf dem Grundstück der Schlossbrauerei das ehemalige kurfürstliche Jagdschloss, von dem sich dort noch ein Bauteil befindet. Die Existenz des Jagdschlosses ist aber nicht belegbar. Ein großer Teil der Gemarkung Schöneberg war bis ins 19. Jahrhundert hinein von Wald bedeckt. Die für die Mark Brandenburg typische Kiefer und die Hirsche sollen an die alten Zeiten erinnern. Die goldene Tingierung des Schilds symbolisiert den Reichtum, den die wenigen Besitzer der gesamten Gemarkung durch das schnelle Wachsen der benachbarten Haupt- und Residenzstadt Berlin erlangten.

### Bezirk Schöneberg
Der Bezirk Schöneberg bekam sein Wappen am 23. Januar 1956 vom Berliner Senat verliehen. Hierbei übernahm man, wie bei den meisten Bezirken Berlins, das Wappen des namensgebenden Ortsteils. Die Schildform wurde den Schildformen der anderen Bezirkswappen angepasst, und auf den Schild wurde eine rote dreitürmige Mauerkrone gesetzt, deren mittlerer Turm mit dem Berliner Wappenschild belegt ist. Die Mauerkrone verbindet alle Bezirke mit Berlin und untereinander. Auch wenn bei der Bildung von Groß-Berlin im Jahre 1920 die ehemalige selbstständige Landgemeinde Friedenau, die ein eigenes nicht amtliches Wappen besaß, in den Bezirk Schöneberg eingegliedert wurde, hat sich an der Bedeutung der Wappenmotive nichts geändert. Friedenau liegt zwar nicht auf dem „schönen Berg“, war aber vor der Besiedlung ebenfalls bewaldet.

### Tempelhof
Das Dorf Tempelhof wurde 1247 das erste Mal erwähnt. Es wurde von dem Templerorden gegründet und verdankt ihm auch seinen Namen. Die Siedlung und spätere Landgemeinde hat nie ein eigenes Wappen besessen.
Seit Anfang des 20. Jahrhunderts wird der Landgemeinde und dem heute Berliner Ortsteil Tempelhof immer wieder ein Wappen, mit einem nach links aufspringen goldbewehrten silbernen Hirsch im roten Schild zugeordnet. Auch heute findet man immer noch diese Zuordnung. Bei dem beschriebenen Wappen handelt es sich um das Wappen der Berliner Bürgerfamilie Tempelhof. Für diese falsche Zuordnung des Wappens ist der Heraldiker Otto Hupp verantwortlich. Er soll seinen Irrtum 1935 eingestanden haben.

### Bezirk Tempelhof
Für den Bezirk Tempelhof wurde 1949 vom Bezirksrat Schmitz der Bezirksverordnetenversammlung ein Wappenentwurf für den Bezirk vorgelegt. Dieser Entwurf zeigte in gespaltenem Schild links in silbernem Feld in Schwarz den Berliner Wappenbär. In rechten goldenem Feld steht das rote Templerkreuz. Der Bär sollte die Zugehörigkeit zu Berlin symbolisieren, während das Balkenkreuz einem Siegel der Kommende Lietzen entnommen wurde. Das Kreuz soll auch an den Templerorden erinnern, der Gründer der Siedlung Tempelhof und unter deren Schutz die in den Bezirk eingegliederte Siedlung Marienfelde damals lag.
Zu diesem Entwurf gab es im Bezirk aber keine Einigung und es folgten mehrere Jahre Auseinandersetzungen über die richtige Form des Siegels. Eine Arbeitsgemeinschaft zur Pflege der Heimatgeschichte stellte fest, dass das Kreuz eine andere Form besaß. Schließlich wurde unter Hinzuziehung des Heraldikers Ottfried Neubecker, der auch das aktuelle Berliner Wappen entwarf, ein neuer Wappenentwurf erarbeitet, der dem Bezirksamt am 24. April 1957 vorgelegt wurde. Von den Bezirksverordneten und dem Senat von Berlin akzeptiert, wurde das Wappen dem Bezirk Tempelhof am 3. Juni 1957 verliehen.
Das Wappen zeigt in silbernem Schild ein schwebendes rotes Kreuz mit an den Enden leicht verbreiterten Armen. Das Kreuz ist das des Ritterordens der Templer und erinnert, wie oben schon beschrieben, an die Gründer der Siedlung. Auf dem Schild ruht eine rote dreitürmige Mauerkrone, deren mittlerer Turm mit dem Berliner Wappenschild belegt ist. Die Mauerkrone verbindet alle Bezirke mit Berlin und untereinander.

### Bezirk Tempelhof-Schöneberg
Im Rahmen der Bezirksfusion vom 1. Januar 2001 wurden die beiden Bezirke Tempelhof und Schöneberg zu einem Bezirk zusammengelegt. Da die beiden ehemaligen Bezirke jeweils eine eigene geschichtliche und kulturelle Vergangenheit hatten, konnte nicht einfach ein Bezirk in den anderen eingegliedert werden. Zum einen fand dies Ausdruck in dem neuen Doppelnamen Bezirk Tempelhof-Schöneberg und zum anderen, dass ein neues Wappen gefunden werden musste, welches beiden ehemaligen Bezirken gerecht wird.
Die Lösung fand sich in der Zusammenfügung der beiden einzelnen zu einem gemeinsamen Wappen. Hierfür teilte man den Schild durch einen grünen Stab, der an den Stamm der Kiefer im Wappen Schönebergs erinnert. Der Bogenfuß mit Mittelkuppe wurde als Motiv des redenden Wappens vom Schöneberger Wappen übernommen. Das linke goldene Feld mit schreitendem roten Hirsch stammt ebenfalls vom Wappen Schönebergs. Die genannten drei Motive symbolisieren so den ehemaligen Bezirk Schöneberg. Im rechten silbernen Feld mit einem schwebenden roten Templerkreuz fand das alte Wappen von Tempelhof Eingang in das neue Wappen des neuen Bezirks. Auf dem Wappen ruht die überarbeitete Version der roten dreitürmigen Mauerkrone, deren mittlerer Turm mit dem Berliner Wappenschild belegt ist. Die Mauerkrone verbindet alle Bezirke mit Berlin und untereinander.
Das Wappen wurde dem Bezirk Tempelhof-Schöneberg am 25. März 2003 vom Senat des Landes Berlin verliehen.

## Wappen der Ortsteile
Von den 1920 nach Groß-Berlin eingemeindeten Landgemeinden besaßen nur Friedenau und Marienfelde ein Wappen. Beide Wappen wurden aber nie amtlich genehmigt.

### Friedenau

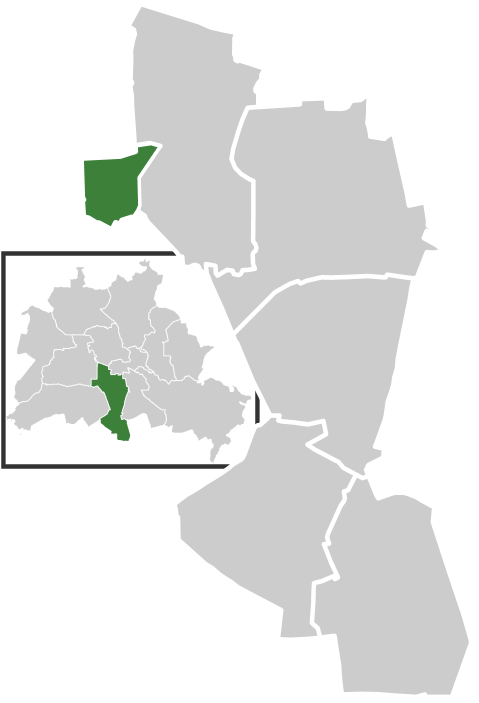
Karte zur Lage von Friedenau in Berlin

Der Name der 1871 gegründeten Gemeinde Friedenau ist eine Anspielung auf den Friedensschluss im Deutsch-Französischen Krieg (1870/71). Im November 1913 hat sich die Gemeinde ein eigenes Wappen mit gleichen Symbolgehalt zugelegt. Dem Wappen fehlte jedoch die offizielle Genehmigung. Seit dem 28. Januar 1916 führte die Gemeinde das Wappenbild auch im Siegel. Das Wappen zeigt in blauem Schild auf grünem, mit roten und silbernem Blumen bestreuten Boden, stehend einen silbernen Engel in silbernem Gewand. Der Engel hat goldene Haare und Flügel. Der Heiligenschein ist Rot tingiert. In seiner Rechten hält der Engel eine grüne Friedenspalme.

### Marienfelde
Das um 1220 im Schutze des Templerorden als Bauernsiedlung entstandene Marienfelde ging nach der Auflösung des Templerordens 1312 in den Besitz des Johanniterordens. Das amtlich nicht genehmigte Wappen Marienfeldes zeigt in blauem Schildhaupt drei silberne Lilien, nebeneinander angeordnet. Darunter sieht man in rotem Feld einen silbernen Stufengiebel mit je drei Stufen auf jeder Seite. Der Giebel ist belegt mit einem roten Johanniterkreuz, auf dem eine nach links schauende silberne Taube mit einem grünen Zweiglein im Schnabel sitzt. Die Lilien sind das Sinnbild der Unschuld, die Taube gilt als christliches Symbol des reinen Geistes und der Versöhnung. Mit dem Johanniterkreuz wird auf die Johanniter als Dorfherren Bezug genommen.